# Андріївка (Коломийчиська сільська громада)
Андріївка (до 2016 — Розівка) — село в Україні, у Коломийчиській сільській громаді Сватівського району Луганської області. Населення становить 17 осіб. Орган місцевого самоврядування — Стельмахівська сільська рада.

## Новітня історія
Село захоплено російською окупаційною армією 4 березня 2022 року. Звільнена 31 грудня 2022 року.

## Населення

### Мова
Розподіл населення за рідною мовою за даними перепису 2001 року:
| Мова       | Кількість | Відсоток |
| ---------- | --------- | -------- |
| українська | 58        | 86.57%   |
| російська  | 9         | 13.43%   |
| Усього     | 625       | 100%     |